# Luetkenotyphlus fredi
Luetkenotyphlus fredi — вид безногих земноводних родини кільчастих черв'яг (Siphonopidae). Описаний у 2019 році.

## Поширення
Ендемік Бразилії. Вид трапляється лише у вологому атлантичному лісі у штаті Еспіриту-Санту на південному сході країни.